# Leonessa
Leonessa là một đô thị thuộc tỉnh Rieti trong vùng Lazio, miền trung nước Ý. Dân số năm 2007 là 2633 người.